# Guillermo II de Bearne
Guillem Ramon de Montcada fue desde 1224 hasta su muerte en 1229 señor de Montcada y de Castellví de Rosanes (en Cataluña) y, como Guillermo II, vizconde de Bearne, de Marsán, de Gabardán y de Brulhois, en el sudoeste de la actual Francia.

## Biografía
La prioridad principal de su política fueron los asuntos de la corte aragonesa, en la que varias familias se disputaban la influencia sobre el joven rey Jaime I. En particular se consagró a la preparación de la invasión de las islas Baleares.
En su última visita a Bearne, en febrero de 1228, prometió al representante del rey de Inglaterra que le rendiría homenaje por sus tierras en Aquitania (Bearne, Gabardan, Brulhois y Captieux). Este momento marcó la salida de Bearne de la órbita aragonesa y el inicio de su sometimiento progresivo a Inglaterra.
De regreso a Cataluña, tuvo un papel protagonista en las Cortes de Barcelona celebradas en Salou en 1228 en las que se planificó la conquista de Mallorca, ofreciéndose a aportar cuatrocientos caballeros junto con su primo Ramón II de Moncada, quedando limitada la cantidad que cada señor podía llevar en cien cada uno, número que él alcanzaría mientras que su primo se limitaría a llevar solamente cincuenta. En septiembre de 1229 partió la flota hacia Mallorca, con Guillermo comandando el primer navío.
Desembarcadas las tropas, entablaron batalla en Portopí, iniciando así la Conquista de Mallorca, siendo durante esta batalla en la Sierra de Na Burguesa (Calviá), donde encontró la muerte Guillermo junto a ocho caballeros de su linaje, entre ellos su sobrino Ramón Fornós, al separarse del ala de caballería que lideraba y quedar aislados.
Su mausoleo se encuentra en la iglesia del Monasterio de Santes Creus.

En el Museo de Historia de Cataluña hay una recreación sin acreditar de Guillermo II a caballo, basada en las Pinturas murales de la conquista de Mallorca.

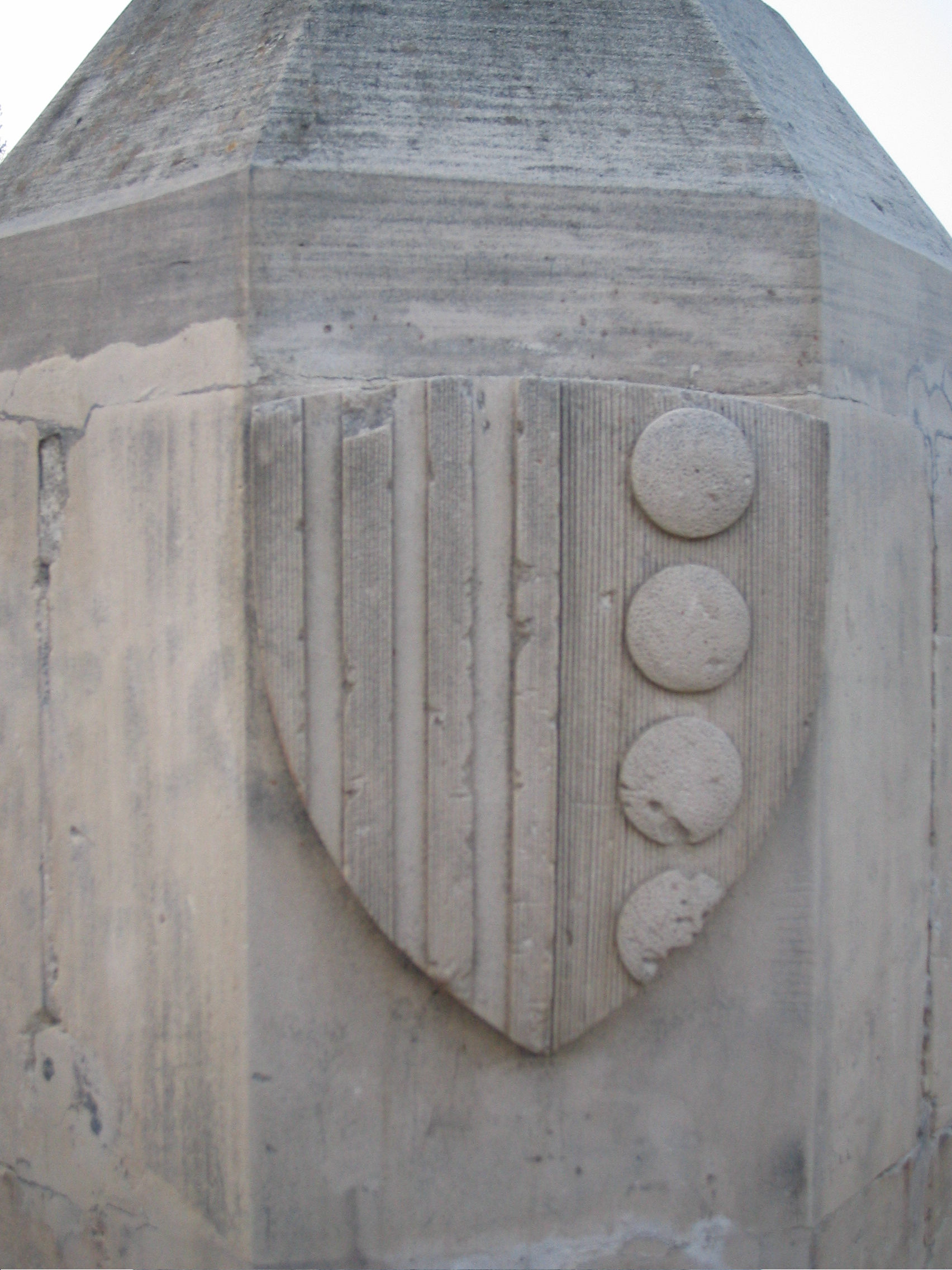
Zócalo del cenotafio mostrando el escudo de la familia, con las barras de Aragón, cerca del lugar donde falleció Guillem de Montcada, en combate junto a su sobrino Ramón durante la conquista de Mallorca; Cruz de los Montcada (zona conocida hoy día por Palmanova). El monumento forma parte del entramado del Paseo Calviá.

## Descendencia
De su mujer Garsenda (hija del conde Alfonso II de Provenza y de Garsenda de Sabran, condesa de Forcalquier) tuvo dos hijos:
- Gastón, que le sucedió en 1229
- Constanza, que casó con Diego López III de Haro, señor de Vizcaya.

| Precedido por: Guillermo I | Vizconde de Bearne, de Gabardan y de Brulhois 1224-1229 | Sucedido por: Gastón VII |